# Pamětní kříž vyhlášení nezávislosti Bulharska 1908
Pamětní kříž vyhlášení nezávislosti Bulharska 1908 (bulharsky: Кръст за независимостта на България 1908) bylo vyznamenání Bulharského carství založené roku 1909 bulharským carem Ferdinandem I.

## Historie a pravidla udílení
Vyznamenání založil roku 1909 bulharský car Ferdinand I. na památku vyhlášení nezávislosti. Mohl být udělen všem důstojníkům a poddůstojníkům bulharské armády v aktivní službě v den vyhlášení nezávislosti 22. září 1908 (které odpovídá datu 5. října 1908 podle gregoriánského kalendáře), stejně jako veteránům, starostům a dalším státním úředníkům.

## Insignie
Vyznamenání mělo tvar bronzového kříže s leštěnými okraji a s rozšířením na konci ramen. Na rozšířené části ramen byly vyobrazeny koruny. Uprostřed kříže byl kulatý medailon s vyraženým stylizovaným monogramem zakladatele medaile Ferdinanda I. kolem kterého byl nápis v cyrilici Търново 22 Септември 1908 (Tarnovo 22. září 1908). Na zadní straně byl vyražen bulharský lev ve vzpřímené pozici hledící doprava. Okolo byl nápis българско Царство (Bulharské carství).
Stuha byla červená s bílým středním pruhem kterým procházel úzký pruh zelené barvy. Medaile byla v případě pánů nošena zavěšena na stuze složené do tvaru trojúhelníku nalevo na hrudi. V případě dam byla stuha složena do tvaru mašle.